# KZ Risiera di San Sabba

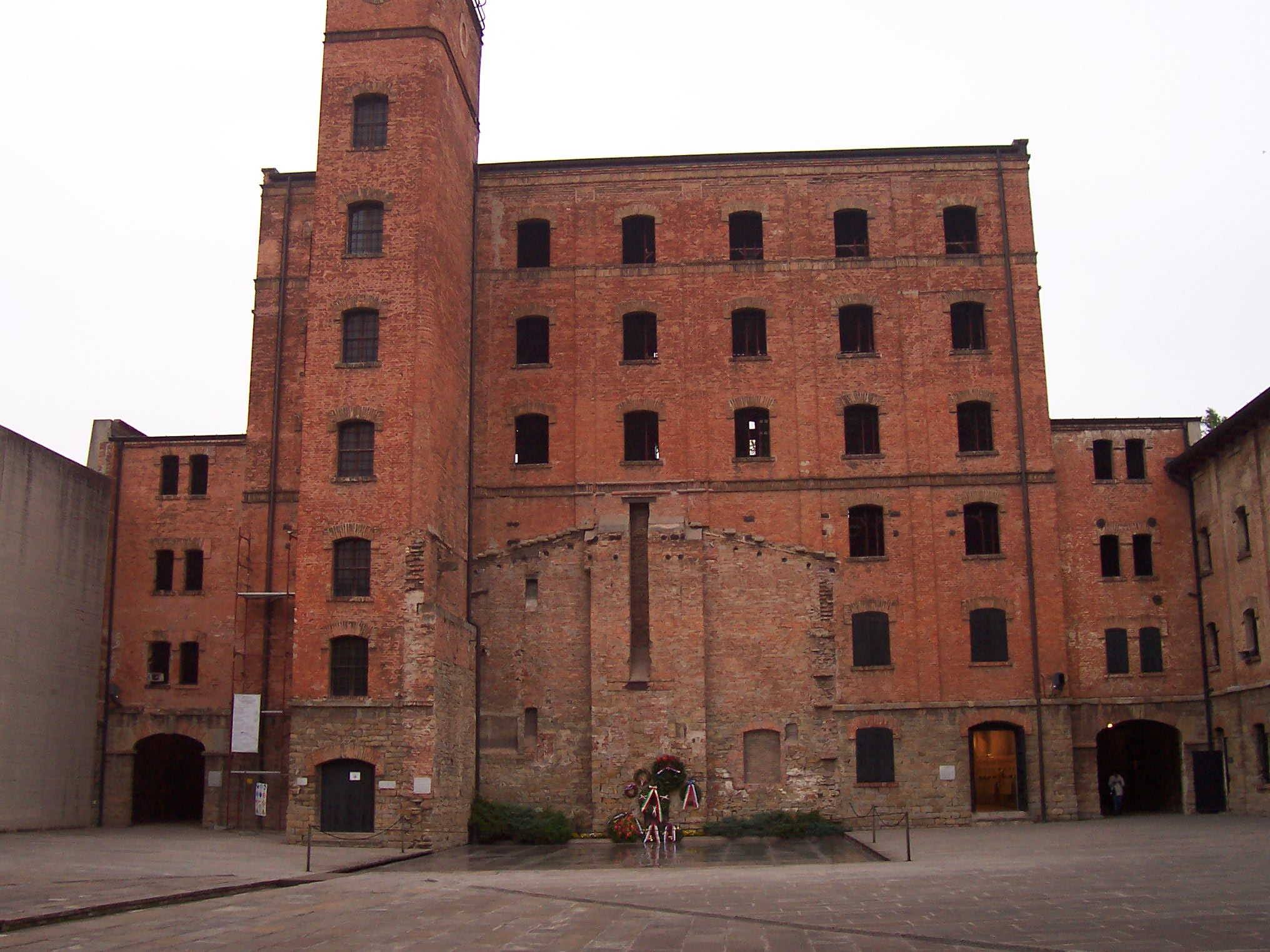
Risiera di San Sabba: Fabrikgebäude mit Gedenkstätte an der Stelle des gesprengten Krematoriums

Die Risiera di San Sabba war ein nationalsozialistisches Konzentrationslager in der italienischen Stadt Triest. Es verfügte als einziges Konzentrationslager auf italienischem Boden über ein Krematorium. Insgesamt sind schätzungsweise 20.000–25.000 Häftlinge durch die Risiera di San Sabba gegangen. Die Schätzungen über die Zahl der dort getöteten Menschen (jüdische Häftlinge, Partisanen und Antifaschisten) schwanken zwischen 3.000 und 5.000.

## Geschichte
Nach der Bekanntgabe des Waffenstillstands zwischen dem Königreich Italien und den Alliierten am 8. September 1943 wurde das Gebiet um Triest (Friaul, Julisch Venetien, Istrien) vom nationalsozialistischen Deutschen Reich als Operationszone Adriatisches Küstenland verwaltet. Im Zuge der sogenannten Partisanenbekämpfung kam es zu schweren Repressalien gegen die Zivilbevölkerung. Das Lager von San Sabba entstand im Oktober 1943 auf Veranlassung des Höheren SS- und Polizeiführers in Triest, Odilo Globocnik, in den mehrstöckigen Fabrikgebäuden einer 1913 erbauten früheren Reismühle (it. Risiera) im Triester Vorort San Sabba (im heutigen Stadtteil Valmaura). In dem seit 1929 ungenutzten Gebäude wurde im September 1943 das Kriegsgefangenenlager Stalag 339 für italienische Kriegsgefangene eingerichtet, das am 20. Oktober in ein „Polizeihaftlager“ umgewandelt wurde. Es diente hauptsächlich zur Inhaftierung von Geiseln, Partisanen und anderen politischen Gefangenen, aber auch als Sammellager für Juden vor ihrer Deportation in die Vernichtungslager. Zahlreiche Widerstandskämpfer wurden bei Verhören gefoltert und im Lager ermordet (erschossen, erschlagen oder in Gaswagen vergast). Zur Verbrennung der Leichen wurde im März 1944 der frühere Trockenofen der Reismühle unter Leitung von Erwin Lambert, der bereits die Gaskammern und Krematorien in Treblinka und Sobibor errichtet hatte, zum Krematorium umgebaut, das an den vorhandenen 40 m hohen Fabrikschornstein angeschlossen war. Am 4. April 1944 wurden dort erstmals 70 Leichen von Geiseln verbrannt, die am Tag zuvor erschossen worden waren. In der Risiera wurden auch beschlagnahmte und geraubte Wertgegenstände gelagert.
Das Lager wurde zum größten Teil von erfahrenen Spezialisten der fabrikmäßigen Menschenvernichtung geführt. Es unterstand der „Sonderabteilung Einsatz R“, die von SS-Sturmbannführer Christian Wirth befehligt wurde, der vorher die Vernichtungslager Belzec, Sobibor und Treblinka geleitet hatte. Als er im Frühjahr 1944 von jugoslawischen Partisanen getötet wurde, folgte ihm SS-Obersturmbannführer Dietrich Allers. Lagerkommandanten waren unter anderem Gottlieb Hering und Josef Oberhauser. Vor ihrem Einsatz in Triest waren sie zunächst in der „Euthanasie“-Aktion T4 am Massenmord von geistig oder körperlich behinderten Menschen beteiligt, danach wurden sie in das Generalgouvernement versetzt, um im Rahmen der Aktion Reinhardt an der Vernichtung von mindestens 2 Millionen Menschen mitzuwirken. Zusammen mit Odilo Globocnik kamen sie schließlich in die Operationszone Adriatisches Küstenland.
Ende April 1945 wurde das Lager aufgegeben; das Krematoriumsgebäude wurde in der Nacht vom 29. zum 30. April 1945 gesprengt, um Spuren zu verwischen.
In den Gebäuden des Lagers waren nach dem Krieg zunächst Flüchtlinge untergebracht; anschließend waren die Gebäude dem Verfall preisgegeben. 1965 zur nationalen Gedenkstätte erklärt, wurden sie nach umfangreichen Restaurierungsarbeiten 1975 als städtisches Museo della Risiera di San Sabba der Öffentlichkeit zugänglich gemacht.
Gegen die Lagerverantwortlichen Allers und Oberhauser fand in Abwesenheit 1975/76 in Triest ein Strafprozess statt. Allers starb vor Prozessende, Oberhauser wurde im April 1976 zu lebenslanger Haft verurteilt, war aber in Deutschland vor Auslieferung sicher und brauchte die Strafe daher nicht zu verbüßen.

## Gebäude
Heute sind noch folgende Gebäude vorhanden und können besichtigt werden:
- Die Todeszellen
- Daneben 17 Zellen, in denen jeweils bis zu sechs Häftlinge eingeschlossen wurden. Diese Zellen waren vor allem für politische Häftlinge, Slowenen, Kroaten und Juden vorgesehen, die Tage oder Wochen später umgebracht werden sollten. Die ersten beiden Zellen wurden auch zur Folter verwendet, nach Kriegsende wurden hier außerdem Tausende von Personalausweisen gefunden.
- Im Gebäude nebenan befinden sich auf vier Stockwerken größere Zimmer, in denen Männer, Frauen und Kinder eingesperrt wurden, die für die Deportation in andere Lager (Dachau, Mauthausen, Auschwitz) vorgesehen waren.
- Im zentralen Gebäude, einst Dienstgebäude und Kaserne, befindet sich heute ein Museum.

Auf dem Grundriss des gesprengten Krematoriums wurde  ein Teich angelegt.

## Sonstiges
Die Risiera di San Sabba spielt eine zentrale Rolle in dem 2006 erschienenen Roman Heldenfriedhof des deutschen Autors Thomas Harlan, in dem 2015 erschienenen Roman Non luogo a procedere (deutsch: Verfahren eingestellt, 2017) des italienischen Autors Claudio Magris, in dem 2016 erschienenen Roman Totenlied (Originaltitel: Playing with Fire) der US-amerikanischen Schriftstellerin Tess Gerritsen sowie in dem 2020 erschienenen Roman Die Liebenden von der Piazza Oberdan des österreichischen Autors Christian Klinger.
Im November 2008 besuchten die damaligen Außenminister Deutschlands und Italiens, Frank-Walter Steinmeier und Franco Frattini, die Risiera und kündigten anschließend die Gründung einer Historikerkommission an, die sich mit der deutsch-italienischen Kriegsvergangenheit befassen sollte. Diese am 28. März 2009 eingesetzte Deutsch-italienische Historikerkommission legte im Dezember 2012 ihren Abschlussbericht vor.